# Роднянська Лариса Зіновіївна
Роднянська Лариса Зіновіївна (1938–2004) — українська організаторка кіновиробництва. Заслужений працівник культури України (1998).

## Біографічні відомості
Народилася 13 січня 1938 року в Харкові в родині сценариста Зиновія Роднянського. Померла 4 вересня 2004 року в Києві. Закінчила філологічний факультет Київського державного університету ім. Т. Г. Шевченка (1960).
Працювала помічником редактора кіностудії «Діафільм», завідувачкою кінолекторію Бюро пропаганди радянського кіномистецтва Спілки кінематографістів України, редактором інформаційного відділу «Укррекламфільм» (1961–1988). 
З 1988 року — директор кіностудії «Контакт».
Режисер телефільму «Микола Мащенко. Незавершений портрет…» (1999). Авторка понад 30 сценаріїв документальних стрічок, статей з питань кіномистецтва.
Була членом Національної спілки кінематографістів України.
На її честь названо малу планету 15199 Rodnyanskaya.
Син: Роднянський Олександр Юхимович — радянський, український і російський режисер, продюсер та медіаменеджер.

## Джерело
- Лариса Зіновіївна Роднянська